# کنترل (روان‌شناسی)
کنترل (انگلیسی: Control) در روان‌شناسی عبارت است از توانایی یا ادراک فرد از توانایی خود برای اثرگذاری بر خود، دیگران، شرایط، محیط یا شرایط دیگر. کنترل بر خود یا دیگران می‌تواند به تنظیم هیجان، اندیشه، کنش، تکانشگری، حافظه، توجه یا تجربه گسترش پیدا کند. انواع مختلفی از کنترل وجود دارد، از جمله:
کنترل درک شده (ادراک شخص از کنترل و توانایی‌های خود برای دستیابی به نتایج)
کنترل مطلوب (میزان کنترلی که فرد در یک رابطه یا شرایط دیگر به دنبال دارد)
- کارکردهای اجرایی (توانایی انتخاب افکار و اعمال)
- کنترل عاطفی (توانایی تنظیم احساسات یا نگرش نسبت به چیزی)
- کنترل انگیزشی (توانایی فرد برای عمل بر روی رفتارهای تجویز شده)
- کنترل تکانه (توانایی مهار افکار یا اعمال به نفع دیگران)
- کنترل اجتماعی (انتخاب محیط برای منافع شخصی)
- کنترل نفس (تلاش برای تنظیم تکانه‌ها یا فرآیندهای توجه)
- کنترل مزاج (روان‌شناسی) (توانایی تنظیم میزان تلاش برای یک هدف)